# 小行星17836
小行星17836（17836 Canup）是一颗绕太阳运转的小行星，为主小行星带小行星。该小行星于1998年4月25日发现。

## 轨道参数
小行星17836的轨道半长轴为2.6980455 UA，离心率为0.128。